# Giuseppe Moleti

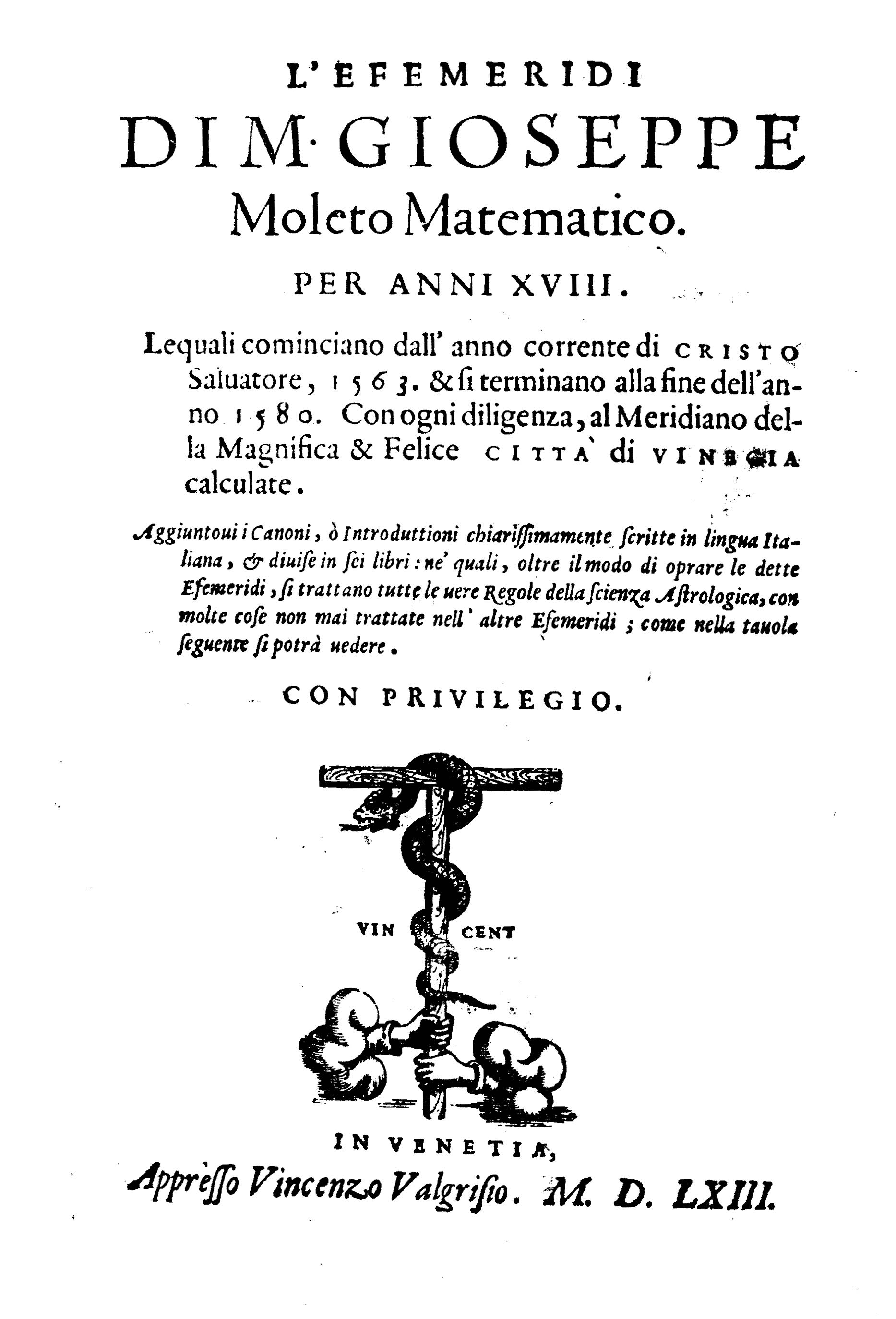
Efemeridi, 1563

Giuseppe Moleti (Messina, 1º maggio 1531 – Padova, 25 marzo 1588) è stato uno scienziato italiano, detentore della cattedra di matematica dell'Università di Padova prima di Galileo, e uno dei riformatori del calendario per incarico del Pontefice Gregorio XIII.

## Biografia
Giuseppe Moleti nacque da antica famiglia messinese, che si era distinta nei secoli per le gesta compiute e per le alte cariche ricoperte da molti suoi membri. Dimostrò presto una spiccata attitudine per le discipline scientifiche, matematiche e filosofiche e fu allievo del matematico e astronomo Francesco Maurolico, che contribuì notevolmente alla sua formazione culturale. Presto acquistò notorietà e fama anche fuori della sua città, grazie anche agli intensi rapporti che si erano ormai instaurati tra la Sicilia e le altre regioni italiane, e il suo prestigio si accrebbe ovunque, oltre che per la sua cultura poliedrica, anche per la integrità dei suoi costumi e per la affabilità del tratto, che rendevano particolarmente gradevole e ricercata la sua compagnia.
La sua fama giunse anche al Duca di Mantova, Guglielmo Gonzaga, il quale “ipsius doctrinae excellentia ac fama permotus” – come si legge negli Annali del Gallo - lo pregò “strettamente … acciò istruir volesse Vincenzo Gonzaga suo figliolo” e in particolare affinché “mathematicis disciplinis imbueret” (Mongitore).
Accettato l'incarico, il Moleti si trattenne a Mantova per circa dodici anni, durante i quali promosse l'istruzione del giovane principe, proseguendo, nel contempo, gli studi e le ricerche che gli avevano procurato sì larga fama, in ciò favorito anche dalla maggior facilità di contatti e rapporti con gli studiosi dei vicini atenei.

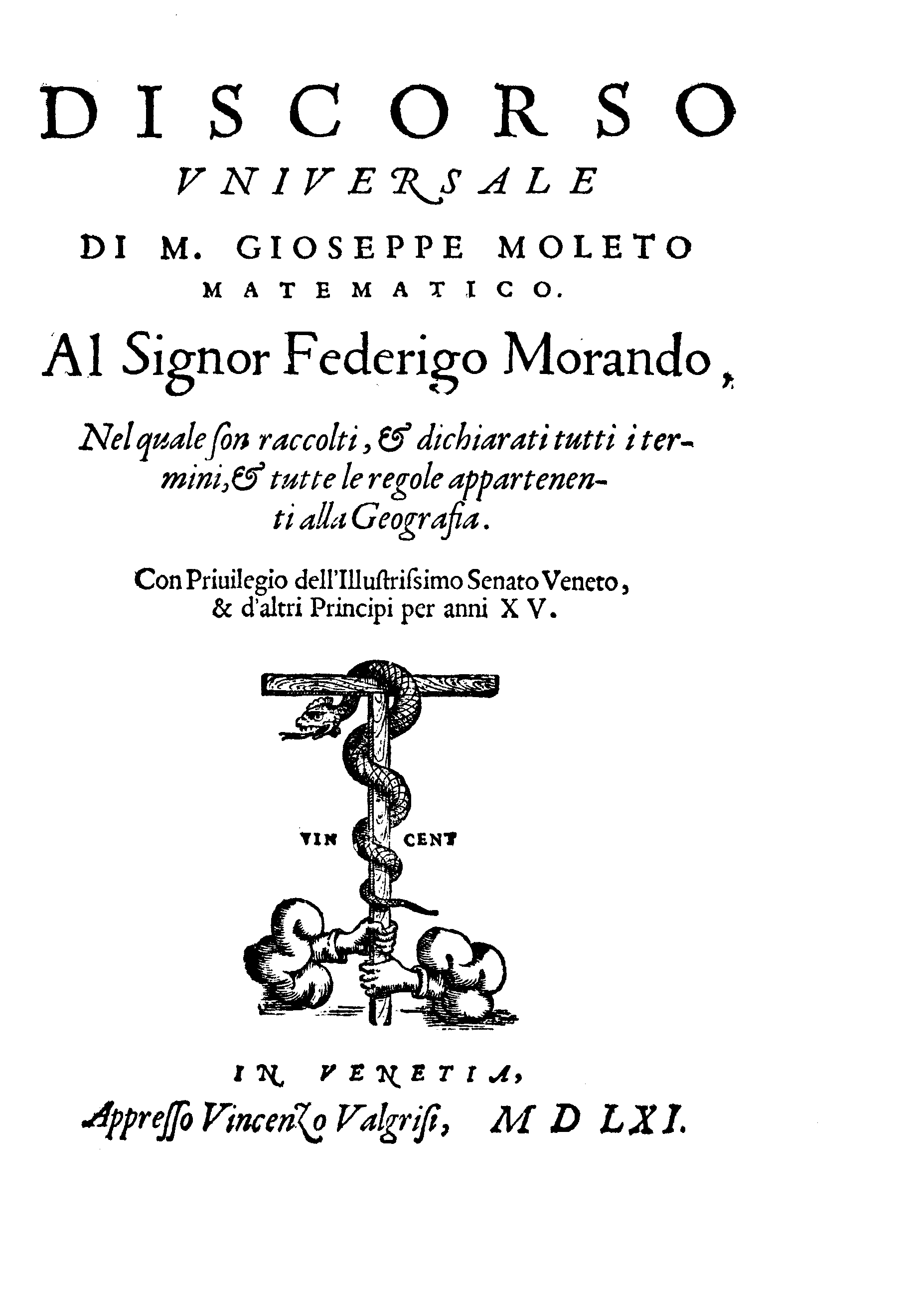
Discorso universale nel quale son raccolti et dichiarati tutti i termini et tutte le regole appartenenti alla geografia, 1573

L'attività del Moleti e la pubblicazione delle sue opere attirò intanto l'attenzione del governo della Repubblica di Venezia che, nell'intento di potenziare il celebre Studio di Padova, chiamò lo studioso a ricoprirvi, con lauto compenso, la cattedra di matematica.
L'insegnamento del Moleti a Padova, accompagnato dalla redazione e pubblicazione di nuove originali opere, pose in evidenza le sue doti  (“Omnes qui in ea cathedra ipsum praecessere longe superavit” si legge in un documento della Repubblica di Venezia). E contemporaneamente egli approfondì e concluse gli studi matematico-astronomici che condussero alla riforma del calendario.
Incaricato espressamente dal Senato veneziano e dal Pontefice Gregorio XIII, Giuseppe Moleti si dedicò con impegno a tale compito, redigendo tra l'altro le tavole (poi dette Gregoriane) che costituirono il necessario supporto per la riforma, ufficialmente introdotta, con decreto del Pontefice, a decorrere dal 15 ottobre 1582 e tuttora vigente. Per il suo fondamentale contributo alla riforma fu corrisposto allo studioso dal Senato veneto un premio di duecento aurei e dal Pontefice uno di trecento.
Durante il lungo periodo di insegnamento all'Università di Padova, protrattosi sino alla morte, furono intensi i rapporti del Moleti con gli studiosi degli altri centri culturali. Risalgono a quel periodo, tra l'altro, i rapporti con Galileo Galilei di cui si ha notizia. Risulta in particolare che il Galilei, il quale aspirava ad ottenere la "lettura" di matematica a Pisa, comunicò alcune sue ricerche sui centri di gravità al Moleti, lettore di matematica a Padova, e al dotto matematico Guidobaldo Del Monte, comunicazione il cui apprezzamento da parte dei destinatari è da ritenere abbia favorito il conferimento dell'incarico.
Tale apprezzamento non fu certamente privo di peso quando, rimasta vacante, alla morte del Moleti, la cattedra di Padova, alla stessa venne chiamato proprio il Galilei. Si legge, in proposito, in un provvedimento del governo veneto, in data 26 settembre 1592:
Riconoscimenti che si riflettono anche sul Moleti, predecessore del Galilei, che solo con questo, dopo lunga vacanza, si era ritenuto di poter sostituire.
Universalmente compianto, Giuseppe Moleti era deceduto, in attività di servizio, il 25 marzo 1588. Fu sepolto a Padova, nella chiesa di San Francesco, nei pressi dell'Università, ove aveva per lunghi anni dedicato la sua operosa vita all'insegnamento. Sulla lapide marmorea si legge, sormontata dallo stemma di famiglia, la seguente epigrafe:
Nulla, invece, ricorda oggi Giuseppe Moleti nella città che gli ha dato i natali.

## Opere
- Discorso universale nel quale son raccolti et dichiarati tutti i termini et tutte le regole appartenenti alla geografia, Venezia, Giordano Ziletti (1.), 1561.
- Efemeridi. Per anni 18. Le quali cominciano dall'anno corrente di Christo Salvatore, 1563. et si terminano alla fine dell'anno 1580, In Venetia, Vincenzo Valgrisi, 1563. URL consultato il 13 giugno 2015.

- Discorso universale nel quale son raccolti et dichiarati tutti i termini et tutte le regole appartenenti alla geografia, In Venetia, Vincenzo Valgrisi, 1573. URL consultato il 13 giugno 2015.